# Selena Lin

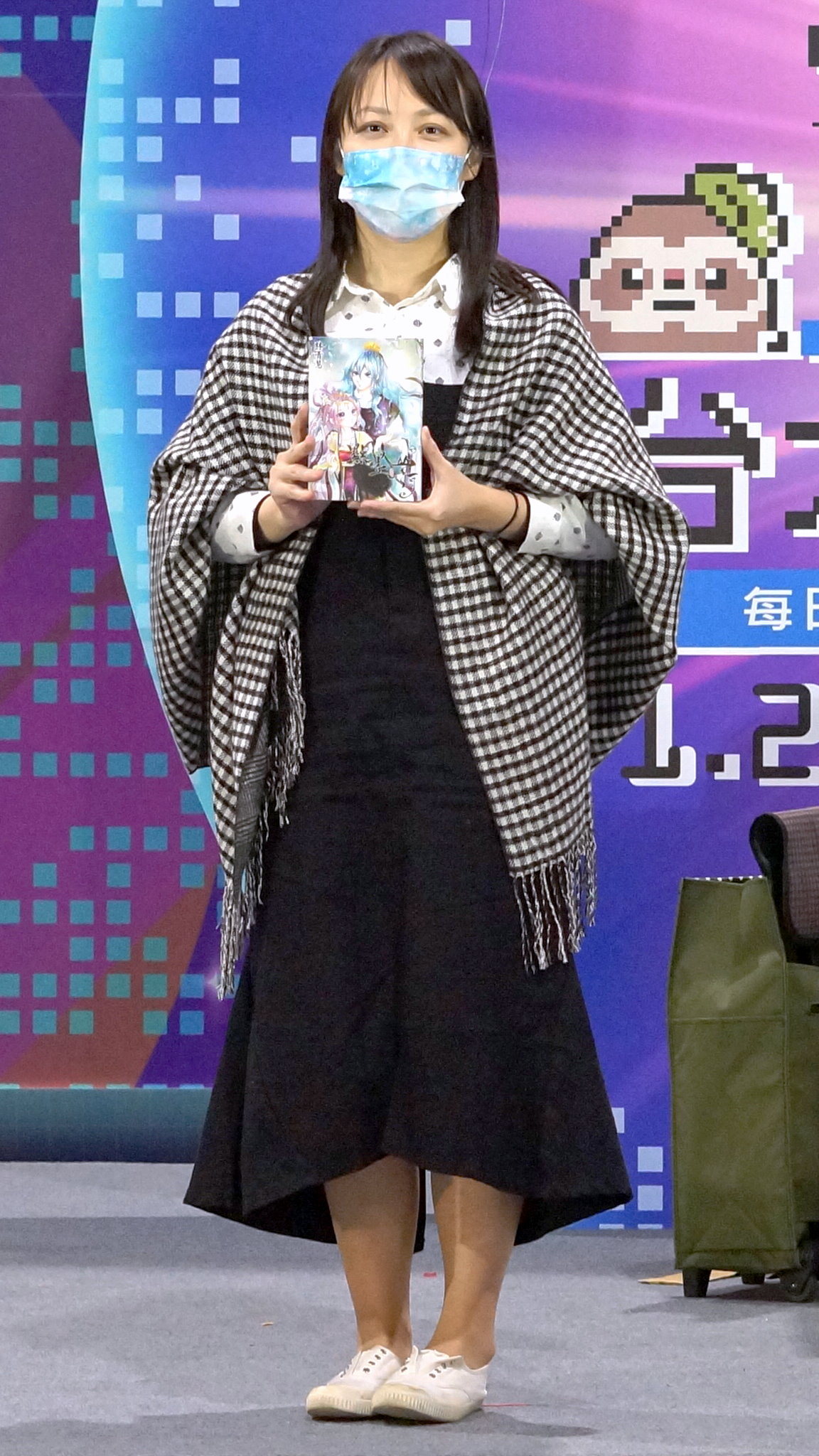
Selena Lin (2023)

Selena Lin (chinesisch 林青慧, * 5. April 1979 in Taipei) ist eine taiwanische Comic-Künstlerin. Sie ist auch unter dem Pseudonym Lam Ching Wai bekannt.

## Werdegang und Werk
Im Alter von 17 Jahren nahm Lin 1996 als Oberschülerin am Newcomer-Wettbewerb des Magazins Tianshi teil und belegte den zweiten Platz. Ihr Beitrag wurde veröffentlicht und damit zu ihrem ersten verlegten Werk. Lins Comics sind romantische Geschichten, die sich an eine junge weibliche Leserschaft richten und meist den Genres Fantasy und Drama zuzuordnen sind. Auf Deutsch erschienen sechs ihrer Werke beim Verlag Tokyopop, als erstes 2005 Bye Bye Baby!. 
Zum 2006 auf Deutsch erschienenen The Flower Ring schreibt die Zeitschrift AnimaniA, die Geschichte sei rasant, aber gefühlvoll und unkompliziert erzählt. Das Werk sei liebevoll gezeichnet, aber die Nebencharaktere blieben leider blass und Lin setze auf Klischees statt auf innovative Ideen. So biete die Geschichte nicht mehr als einfache Unterhaltung. Die Zeichnungen zeigten einen feinen Strich und detailreiche Hintergründe. Die Panels seien großzügig aufgeteilt und es werde viel Rasterfolie eingesetzt.

## Bibliografie (Auswahl)
- Bo Li Xie Zhi Yue (玻璃鞋之约, 1999, 2 Bände)
- White Night Melody (白夜梦幻曲 Bai Ye Meng Huan Qu, 1999–2004, 3 Bände)
- Bye Bye Baby! (娃娃五线谱 Wa Wa Wu Xian Pu, 2000–2004, 2 Bände)
- Sweet as Candy (星星水果糖, 2004, 2 Bände)
- Selena Lin Comic Schule (林青慧的漫畫教室, 2004–2007, 3 Bände)
- The Flower Ring (花纤 Hua Qian, 2004–2006, 2 Bände)
- Burning Moon (焚月 Fen Yue, 2005, 5 Bände)
- Star's Cloth Feather's Yarn Eternity (星之衣☆羽之紗 Eternity, 2007, 3 Bände)
- Hoa Tuyết Lam (藍雪花, 2011, 3 Bände)
- Flowers Bloom for Thousands of Years (花開千年, 2016, 10 Bände)